# Маджекодунми, Кэлан
Кэлан Маджекодунми (англ. Kaelan Majekodunmi; род. 21 февраля 2004, Нортгемптон, Восточный Мидленд) — австралийский футболист, защитник клуба «Перт Глори».

## Клубная карьера
Маджекодунми — воспитанник клуба «Перт Глори». 18 июля 2023 года в поединке Кубка Австралии против «Макартура» игрок дебютировал за основной состав. 6 января 2024 года в матче против «Мельбурн Виктори» он дебютировал в A-Лиге. В этом же поединке Кэлан забил свой первый гол за «Перт Глори».

## Международная карьера
В 2023 году в составе молодёжной сборной Австралии Маджекодунми принял участие в молодёжном Кубке Азии в Узбекистане. На турнире он сыграл в матче против команды Катара.